# Riu Turgai
Turgai (també Torgai o Turgay, del turc Torghay o Turghay que vol dir "petit ocell", en rus: Тургай) és un riu que forma la vall de Turgai al Kazakhstan. Té una longitud de 825 km i una conca de 157.000 km². El cabal mitjà d'aigua és de 9 metres cúbics per segon. El riu Turgai desaigua al llac Durukča. Es forma per l'aportació del Karinsaldi Turgai, el Tasti Turgai i el Kara Turgai. El Sari Turgai corre al nord i rep les aigües del Muildi-Turgai a l'oest i del Sari-bui Turgai; el Sari Turgai desaigua al Sari Kopa.
Les fortificacions d'Orenburg porten el nom de Torgai Kala (Torghay Kala) per aquest riu. L'estornell vulgar rep en turc el nom de Kara Turghay i dona nom al riu.